# Euthydikoskorè
De Euthydikoskorè is een laat-archaïsch marmeren beeld dat rond 480 v. Chr. is gemaakt. Het ontleent zijn naam aan de opdracht op de basis van het beeld. Het werk maakt het deel uit van de collectie van het Akropolismuseum.

## Herkomst
De twee overgebleven delen van de korè zijn gevonden in de Perserschutt (Perzenpuin) op de Akropolis van Athene, de plek waar veel beelden die verwoest waren tijdens de Perzische invasie van 480 v. Chr. aan het licht zijn gebracht. Het bovenlichaam en hoofd werden in 1882 ten oosten van het Parthenon gevonden en de onderbenen, voeten en basis in 1886-87 bij het Erechtheion. 

## Voorstelling
Het complete beeld zou 1,28 m lang zijn geweest. De korè staat met het linkerbeen naar voren ("bijna als een kouros"). Haar rechteronderarm, die nu ontbreekt, was naar voren gestrekt. Ze draagt een chiton en een korte Ionische himation die over de rechterschouder valt en de linkerschouder bloot laat. De chiton was ooit versierd met geschilderde strijdwagens. Ze draagt een taenia (haarband) die twee keer om haar hoofd is gewikkeld. Aan weerszijden vallen drie vlechten over haar borst. De oogleden zijn opvallend dik weergegeven. De lippen van de korè zijn vol, met naar beneden gekrulde hoeken, waardoor het beeld geen archaïsche glimlach heeft. De middenvoetsbeentjes zijn duidelijk weergegeven in de blote voeten van het beeld.
De basis is een ronde Dorische kapiteel met een inscriptie, geaccentueerd met rode verf, die rond de abacus loopt.  Deze tekst vertelt wie het beeld geschonken heeft: "Euthydikos, zoon van Thaliarchos, wijdde (dit beeld)" (ΕΥΘΥΔΙΚΟΣ Ο ΘΑΛΙΑΡΧΟ ΑΝΕΘΕΚΕΝ).
Stilistisch markeert het beeld de overgang van de late archaïsche naar de strenge stijl. Jeffrey Hurwit beschreef het als "een vroeg klassiek beeld in archaïsche kleding"   De Euthydikoskorè laat het volume van het lichaam onder de kleding zien, wat  een vernieuwing was. Wellicht was dit de laatste korè die op de Acropolis geplaatst is. De datering van het beeld is echter onzeker. Hoewel het gevonden is in de Perserschutt, betoogt Andrew Stewart dat een deel van deze laag ook van latere datum kan zijn. Daarnaast wijst hij erop dat de Euthydikoskorè niet verbrand of aan het gezicht verminkt is. Dit maakt het mogelijk om de korè na de Perzische invasie te dateren.
Omdat de Euthydikoskorè gelijkenis vertoont met het Hoofd van een blonde kouros, zijn deze twee werken mogelijk door dezelfde kunstenaar gemaakt.

## Afbeeldingen

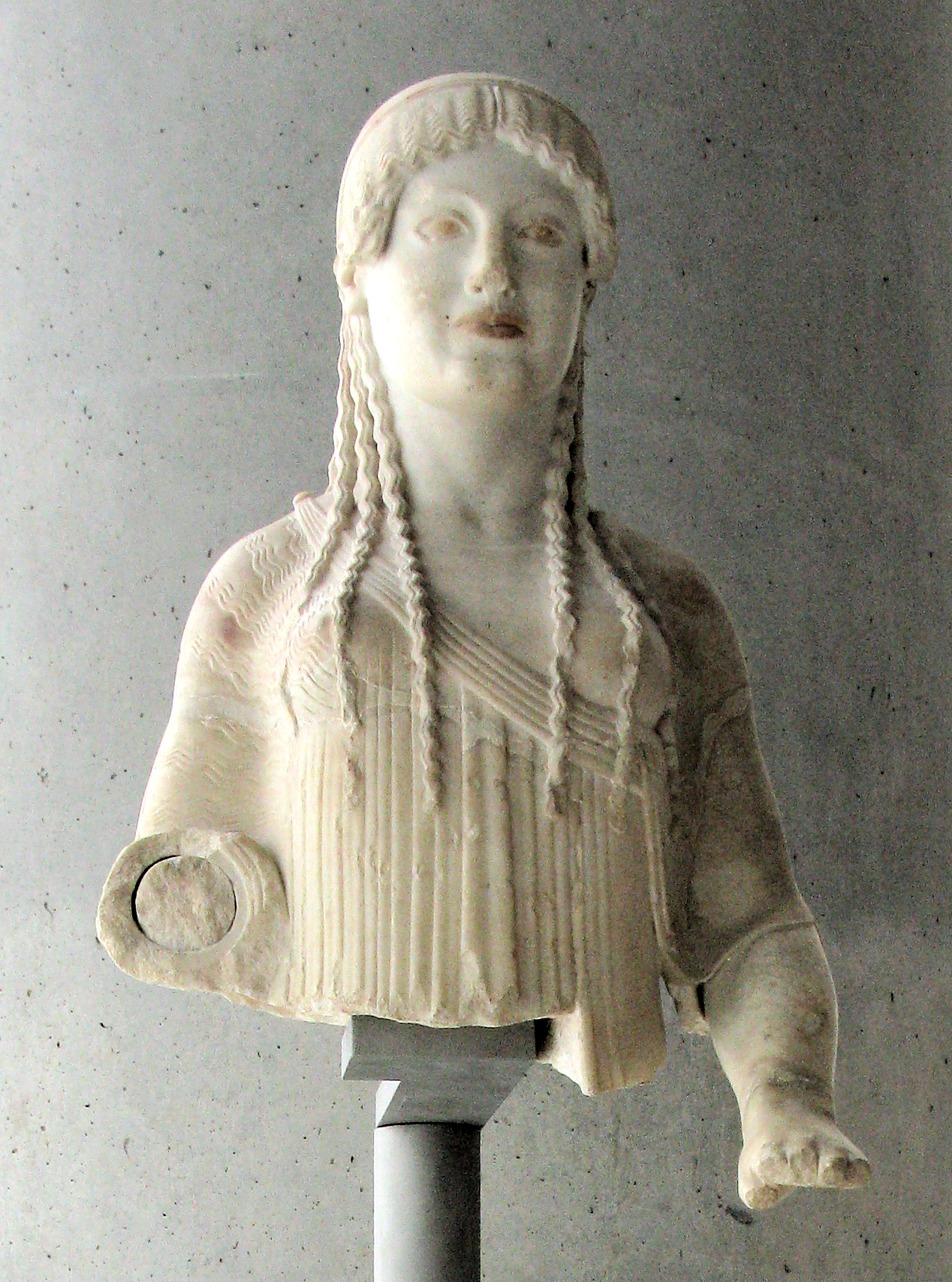
Detail
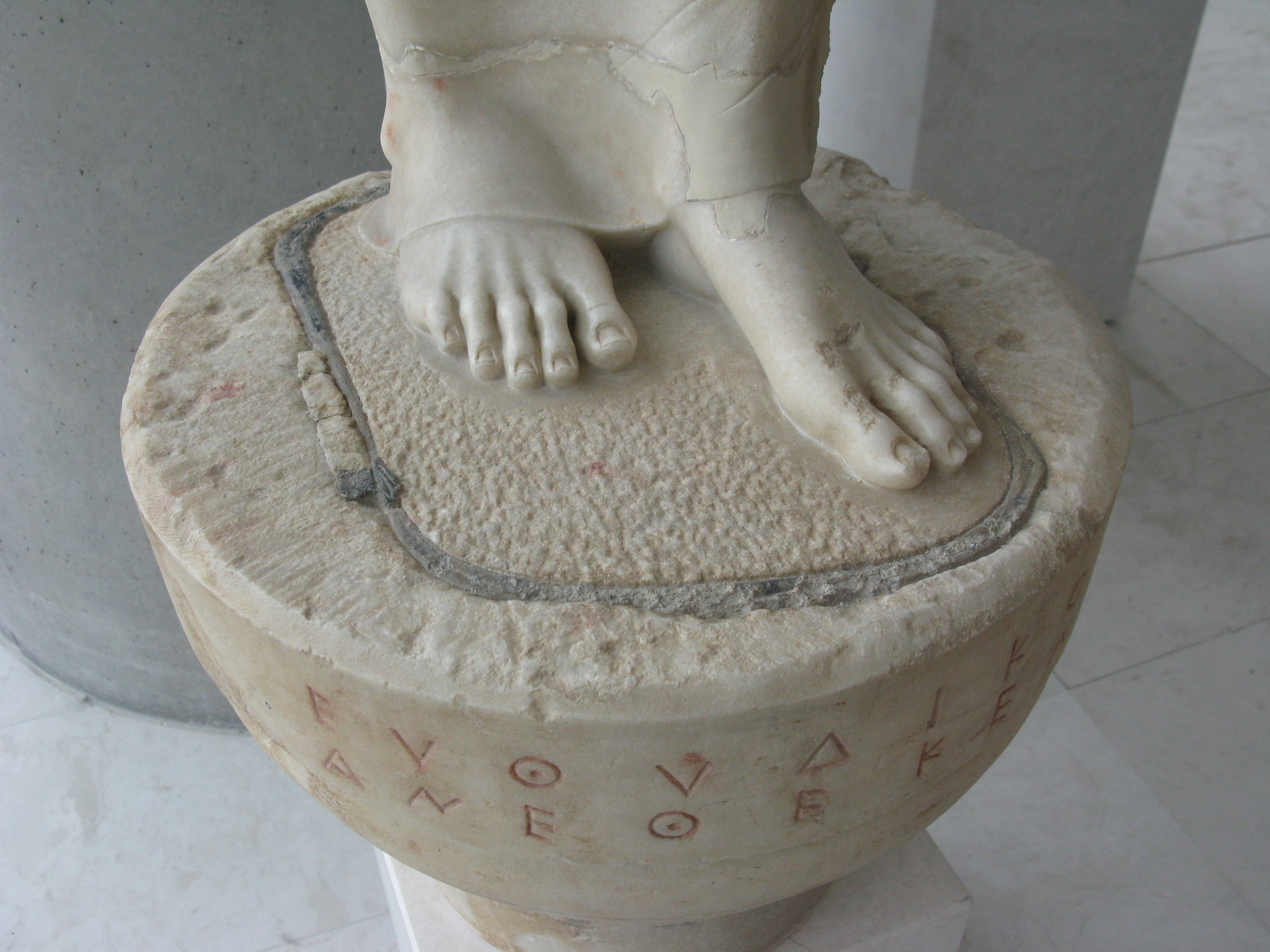
Detail
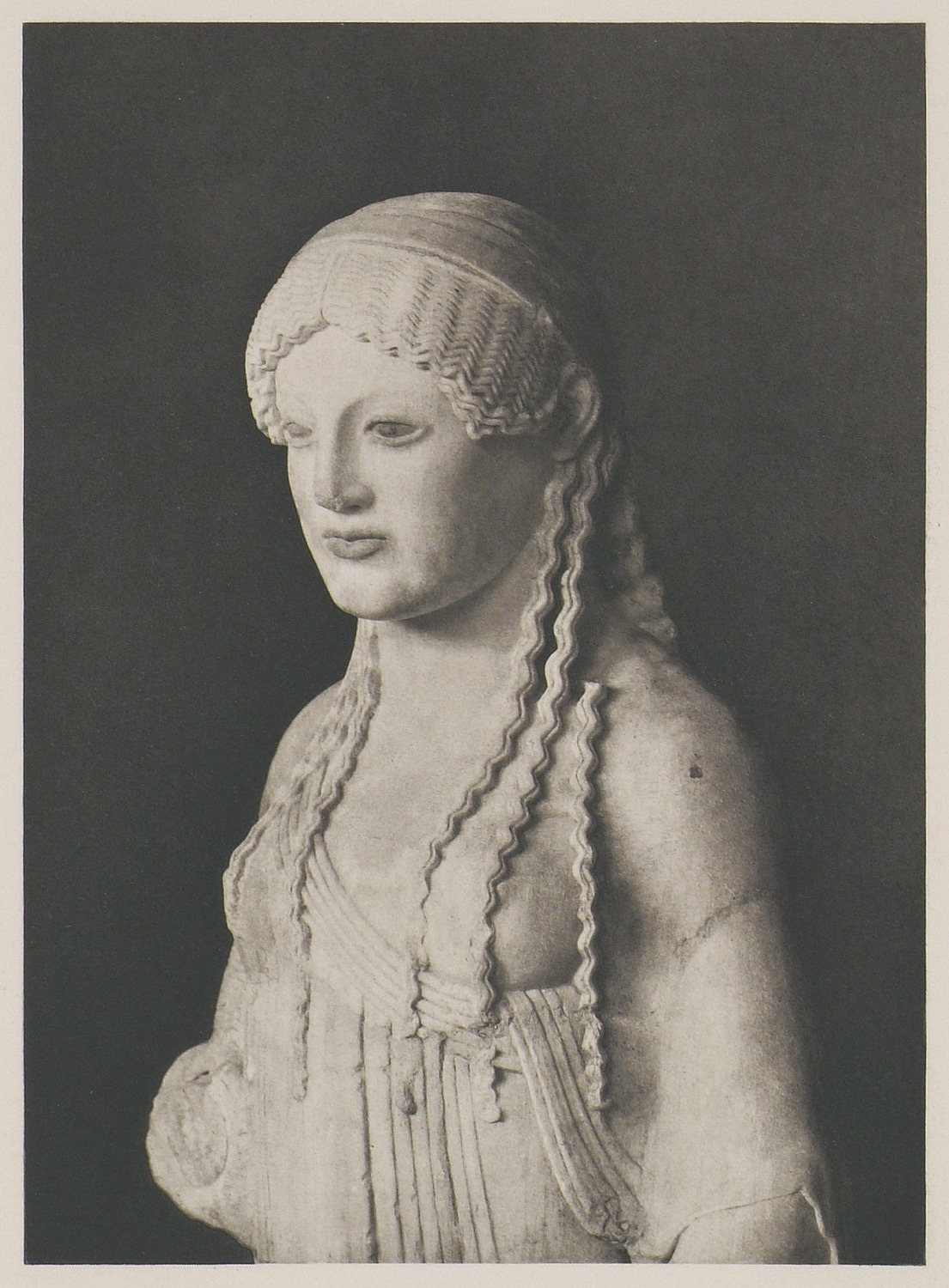
Foto van Frédéric Boissonnas (1919)
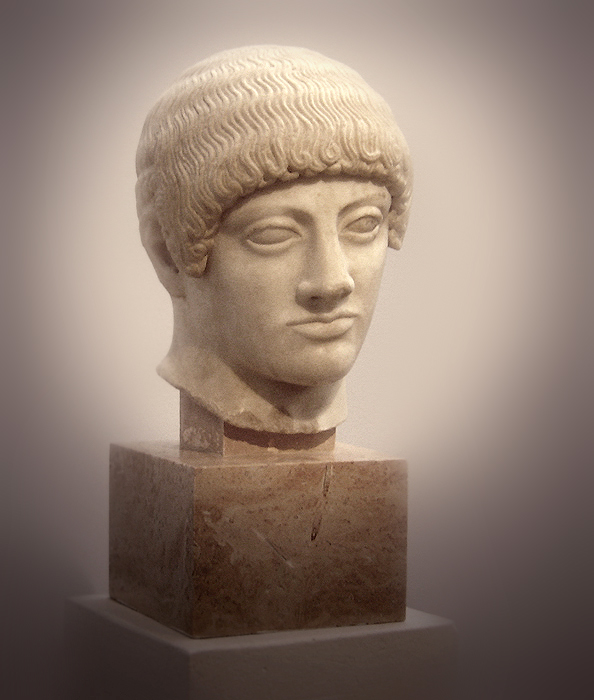
Hoofd van een blonde kouros